# Joubert Araújo Martins
Joubert Araújo Martins (sinh ngày 7 tháng 1 năm 1975) là một cầu thủ bóng đá người Brasil.

## Đội tuyển bóng đá quốc gia Brasil
Joubert Araújo Martins thi đấu cho đội tuyển bóng đá quốc gia Brasil từ năm 1995 đến 1999.

## Thống kê sự nghiệp
| Đội tuyển bóng đá Brasil | Đội tuyển bóng đá Brasil | Đội tuyển bóng đá Brasil |
| Năm                      | Trận                     | Bàn                      |
| ------------------------ | ------------------------ | ------------------------ |
| 1995                     | 2                        | 0                        |
| 1996                     | 2                        | 0                        |
| 1997                     | 0                        | 0                        |
| 1998                     | 0                        | 0                        |
| 1999                     | 8                        | 0                        |
| Tổng cộng                | 12                       | 0                        |